# Epigeneium acuminatum
Epigeneium acuminatum là một loài thực vật có hoa trong họ Lan. Loài này được (Rolfe) Summerh. mô tả khoa học đầu tiên năm 1957.